# Viaduc de Langwies
Le viaduc de Langwies, appelé en allemand Langwieser Viadukt, est un viaduc ferroviaire enjambant la Plessur situé non loin du village de Langwies, sur le territoire de la commune grisonne d'Arosa, en Suisse.

## Histoire
Le pont a été dessiné par l'ingénieur Hermann Schürch (de), les calculs de structure ont été réalisés par l'ingénieur Karl Arnstein (en). Le viaduc a été construit entre 1912 et 1914 par l'ingénieur Eduard Züblin (de) pour compléter la ligne ferroviaire reliant Coire à Arosa, dernière partie à être construite des chemins de fer rhétiques. Il est le premier pont ferroviaire du monde à avoir été construit en béton armé, ce qui représentait alors une avancée significative dans le domaine architectural. En parallèle à ce viaduc (qui était le plus long du monde au moment de sa construction avec une longueur totale de 287 mètres), une version plus petite, le Gründjitobel Viaduct a été érigée environ un kilomètre plus bas dans la vallée.
Le viaduc est toujours utilisé par les chemins de fer rhétiques. Il est inscrit comme bien culturel d'importance nationale.

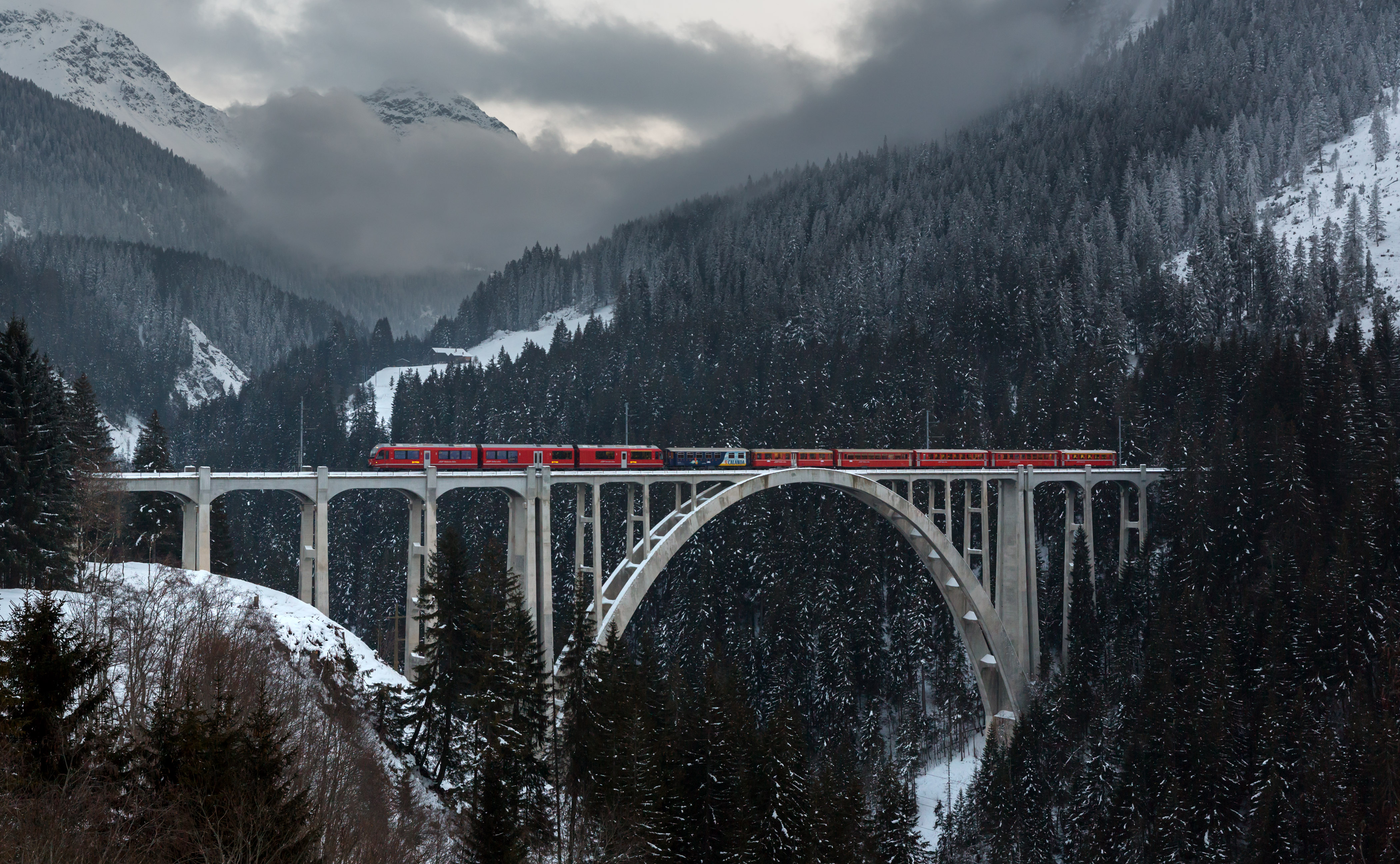
Le viaduc sous la neige.
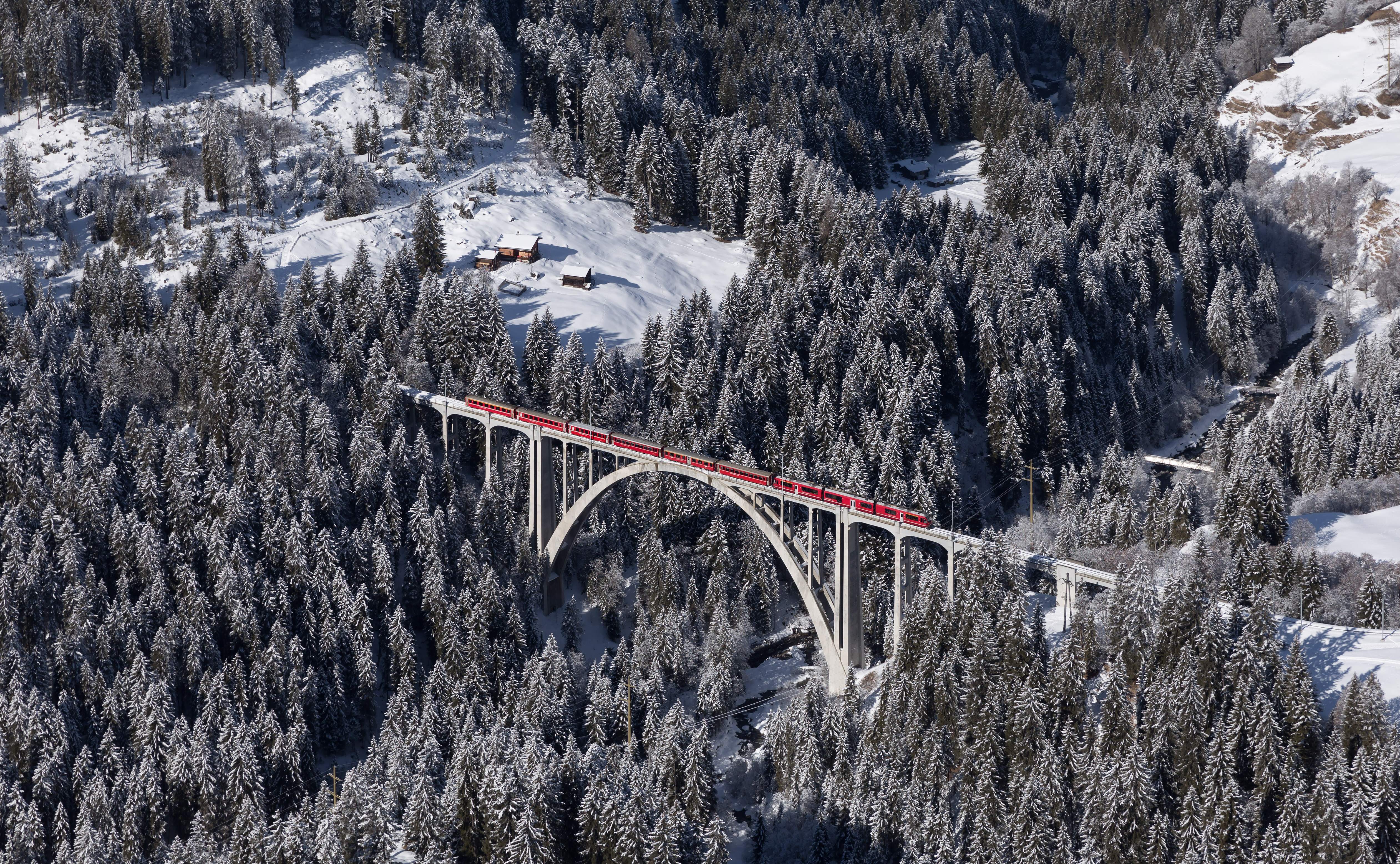
Le viaduc avec un train RhB ABe 8/12 Allegra.

## Source de la traduction
- (en) Cet article est partiellement ou en totalité issu de l’article de Wikipédia en anglais intitulé « Langwieser Viaduct » (voir la liste des auteurs).